# المغني المقنع (برنامج تلفزيوني أمريكي)
المغني المقنع (بالإنجليزية: The Masked Singer)‏؛ هو برنامج تلفزيوني أمريكي لمسابقة غناء واقعي، عُرض لأول مرة على قناة فوكس في 2 يناير 2019. البرنامج نسخة من برنامج كوري حمل ذات الاسم، بدأ في كوريا الجنوبية، تدور فكرته حول مشاهير يشاركون في البرنامج بقناع وأزياء تخفي هويتهم الحقيقية عند أداء الأغاني. يُقدّم البرنامج نيك كانون. لدى البرنامج لجنة تحكيم مطلوب منها أن تكتشف هوية المغني المقنع من خلال ما لديها من خبرات. يشارك في لجنة تحكيم البرنامج كل من نيكول شيرزينغر، روبن ثيك، كين جونغ، جيني مكارثي، وفي كل حلقة ويصوتون إلى جانب الجمهور لمغنيهم المفضل بعد كل أداء. عند نهاية الحلقة يُطلب من المغني المقنع الذي حصد أقل عدد من الأصوات خلع قناعه للكشف عن هويته الحقيقية.
فاز كل من تي-بين الذي كان بزي الوحش، واين برادي الذي كان بزي الثعلب، وكاندي بوروس التي كانت بزي "ملاك الليل"، على التوالي في المواسم الثلاثة الأولى من البرنامج.
قبل بث كل حلقة مسجلة مسبقًا في البرنامج، يستخدم المشرفون على البرنامج أسماء رمزية للإشارة إلى كل مشارك، وتوفر له أزياء تنكرية ويوقع على اتفاقيات عدم الكشف للحفاظ على سرية البرنامج، إضافة إلى وجود فريق من حراس الأمن معني في منع الكشف عن هويات المشاركين.
حصل المسلسل على أعلى تصنيفات تلفزيونية لبرنامج غير رياضي بين البالغين 18-49 في كل موسم تلفزيوني أمريكي من المواسم الثلاث. يُعزى انتشار نسخ المغني المقنع إلى نجاح فكرة البرنامج. من المقرر بث موسم خامس في عام 2021.